# Campionati del mondo di corsa campestre 1981
Il IX Campionato mondiale di corsa campestre si è svolto a Madrid, in Spagna, il 28 marzo 1981 all'Hippodromo de la Zarzuela. Vi hanno preso parte 460 atleti in rappresentanza di 39 nazioni. Il titolo maschile è stato vinto da Craig Virgin mentre quello femminile da Grete Waitz.

## Nazioni partecipanti
Qui sotto sono elencate le nazioni che hanno partecipato a questi campionati (tra parentesi il numero degli atleti per ciascuna nazione):
- Algeria (15)
- Angola (14)
- Arabia Saudita (14)
- Australia (15)
- Austria (6)
- Belgio (21)
- Canada (21)
- Cecoslovacchia (2)
- Danimarca (16)
- Etiopia (8)
- Finlandia (13)
- Francia (20)
- Galles (20)

- Germania Ovest (8)
- Grecia (8)
- Guinea (2)
- Inghilterra (21)
- Irlanda (21)
- Irlanda del Nord (10)
- Israele (3)
- Italia (20)
- Kenya (9)
- Libano (1)
- Lussemburgo (1)
- Marocco (5)
- Norvegia (6)

- Nuova Zelanda (15)
- Paesi Bassi (14)
- Polonia (7)
- Portogallo (21)
- Romania (1)
- Scozia (20)
- Spagna (21)
- Stati Uniti (21)
- Svezia (1)
- Svizzera (6)
- Tunisia (13)
- Turchia (1)
- Unione Sovietica (19)

## Risultati

### Individuale (uomini seniores)
| Posizione | Atleta              | Nazionalità   | Tempo  |
| --------- | ------------------- | ------------- | ------ |
| Oro       | Craig Virgin        | Stati Uniti   | 35'05" |
| Argento   | Mohamed Kedir       | Etiopia       | 35'07" |
| Bronzo    | Fernando Mamede     | Portogallo    | 35'09" |
| 4         | Julian Goater       | Inghilterra   | 35'13" |
| 5         | Antonio Prieto      | Spagna        | 35'18" |
| 6         | Rob de Castella     | Australia     | 35'20" |
| 7         | Girma Berhanu       | Etiopia       | 35'22" |
| 8         | Thom Hunt           | Stati Uniti   | 35'23" |
| 9         | Alex Hagelsteens    | Belgio        | 35'24" |
| 10        | Pierre Levisse      | Francia       | 35'26" |
| 11        | Rod Dixon           | Nuova Zelanda | 35'30" |
| 12        | El Hachami Abdenouz | Algeria       | 35'34" |

### Squadre (uomini seniores)
| Pos.    | Atleta                                                                                     | Punti                 |
| ------- | ------------------------------------------------------------------------------------------ | --------------------- |
| Oro     | Etiopia Mohamed Kedir Girma Berhanu Dereje Nedi Kebede Balcha Miruts Yifter Eshetu Tura    | 81 2 7 13 14 15 30    |
| Argento | Stati Uniti Craig Virgin Thom Hunt Mark Nenow Bill Donakowski Bruce Bickford George Malley | 114 1 8 17 18 19 51   |
| Bronzo  | Kenya Jackson Ruto Peter Koech Alfred Nyasani Sammy Mogene Wilson Musonik Some Muge        | 220 22 24 25 36 56 57 |
| 4       | Spagna                                                                                     | 254                   |
| 5       | Australia                                                                                  | 255                   |
| 6       | Inghilterra                                                                                | 312                   |
| 7       | Algeria                                                                                    | 350                   |
| 8       | Belgio                                                                                     | 377                   |

### Individuale (uomini under 20)
| Posizione | Atleta            | Nazionalità      | Tempo  |
| --------- | ----------------- | ---------------- | ------ |
| Oro       | Mohammed Chouri   | Tunisia          | 22'04" |
| Argento   | Yevgeniy Zherebin | Unione Sovietica | 22'06" |
| Bronzo    | Keith Brantly     | Stati Uniti      | 22'07" |
| 4         | George Nicholas   | Stati Uniti      | 22'08" |
| 5         | Paul Davies-Hale  | Inghilterra      | 22'19" |
| 6         | John Butler       | Stati Uniti      | 22'21" |
| 7         | Vincent Rousseau  | Belgio           | 22'23" |
| 8         | Salvatore Antibo  | Italia           | 22'29" |
| 9         | Francesco Panetta | Italia           | 22'32" |
| 10        | Chris Hamilton    | Stati Uniti      | 22'32" |
| 11        | Jonathan Richards | Inghilterra      | 22'33" |
| 12        | Dave Reid         | Canada           | 22'37" |

### Squadre (uomini under 20)
| Posizione | Nazione e atleti                                                         | Punti          |
| --------- | ------------------------------------------------------------------------ | -------------- |
| Oro       | Stati Uniti Keith Brantly George Nicholas John Butler Chris Hamilton     | 23 3 4 6 10    |
| Argento   | Inghilterra Paul Davies-Hale Jonathan Richards Mark King Christian Bloor | 61 5 11 20 25  |
| Bronzo    | Canada Dave Reid Chris Brewster Paul McCloy Allen Hugli                  | 66 12 14 16 24 |
| 4         | Italia                                                                   | 80             |
| 5         | Belgio                                                                   | 118            |
| 6         | Unione Sovietica                                                         | 130            |
| 7         | Portogallo                                                               | 135            |
| 8         | Irlanda                                                                  | 137            |

### Individuale (donne seniores)
| Posizione | Atleta              | Nazionalità      | Tempo  |
| --------- | ------------------- | ---------------- | ------ |
| Oro       | Grete Waitz         | Norvegia         | 14'07" |
| Argento   | Jan Merrill         | Stati Uniti      | 14'22" |
| Bronzo    | Yelena Sipatova     | Unione Sovietica | 14'22" |
| 4         | Agnese Possamai     | Italia           | 14'25" |
| 5         | Tatyana Sychova     | Unione Sovietica | 14'25" |
| 6         | Betty Springs       | Stati Uniti      | 14'28" |
| 7         | Svetlana Ulmasova   | Unione Sovietica | 14'28" |
| 8         | Debbie Scott        | Canada           | 14'31" |
| 9         | Tatyana Pozdnyakova | Unione Sovietica | 14'34" |
| 10        | Asuncion Sinobas    | Spagna           | 14'38" |
| 11        | Dorthe Rasmussen    | Danimarca        | 14'39" |
| 12        | Dianne Zorn         | Nuova Zelanda    | 14'39" |

### Squadre (donne seniores)
| Posizione | Nazione e atleti                                                                       | Punti         |
| --------- | -------------------------------------------------------------------------------------- | ------------- |
| Oro       | Unione Sovietica Yelena Sipatova Tatyana Sychova Svetlana Ulmasova Tatyana Pozdnyakova | 24 3 5 7 9    |
| Argento   | Stati Uniti Jan Merrill Betty Springs Julie Shea Mary Shea                             | 36 2 6 13 15  |
| Bronzo    | Italia Agnese Possamai Cristina Tomasini Silvana Cruciata Alba Milana                  | 89 4 23 29 33 |
| 4         | Nuova Zelanda                                                                          | 90            |
| 5         | Canada                                                                                 | 96            |
| 6         | Inghilterra                                                                            | 106           |
| 7         | Norvegia                                                                               | 123           |
| 8         | Irlanda                                                                                | 167           |

## Medagliere
Legenda
     Paese ospitante
| Posizione | Paese            | Oro | Argento | Bronzo | Totale |
| --------- | ---------------- | --- | ------- | ------ | ------ |
| 1         | Stati Uniti      | 2   | 3       | 1      | 6      |
| 2         | Unione Sovietica | 1   | 1       | 1      | 3      |
| 3         | Etiopia          | 1   | 1       | 0      | 2      |
| 4         | Norvegia         | 1   | 0       | 0      | 1      |
| 4         | Tunisia          | 1   | 0       | 0      | 1      |
| 6         | Inghilterra      | 0   | 1       | 0      | 1      |
| 7         | Canada           | 0   | 0       | 1      | 1      |
| 7         | Italia           | 0   | 0       | 1      | 1      |
| 7         | Kenya            | 0   | 0       | 1      | 1      |
| 7         | Portogallo       | 0   | 0       | 1      | 1      |
| Totale    | Totale           | 6   | 6       | 6      | 18     |